# Aristobia horridula
Aristobia horridula là một loài bọ cánh cứng trong họ Cerambycidae.